# 愁いのPrisoner/YOUR SONG
「愁いのPrisoner/YOUR SONG」（うれいのプリズナー/ユア・ソング）は、2018年11月14日にLSGから発売の、GLAYの通算56作目のシングル。

## 概要
前作「WINTERDELICS.EP〜あなたといきてゆく〜」以来、およそ1年振りとなるシングル。
「愁いのPrisoner」は、前作に引き続き、TAKUROが作詞・作曲を担当。テーマは「過去の恋愛と時の流れ」であり、今も愛している（囚われている）気持ちをPrisonerと言い換えた、文学的な歌詞となっている。また、「セブンイレブン」タイアップ曲となり、10月15日より各配信サイト・サブスクリプションサービスにて先行配信された。
「YOUR SONG」は、TERUが作詞・作曲を担当。スペシャルオリンピックス日本公式応援ソング。テーマは「国境や全てを超えて楽しめる曲。そして夢を追いかける事をストレートに応援する歌」であり、フォーンなどが軽快に響くアップテンポな曲に仕上がっている。
カップリングには2018年6月に行われた「LUNATIC FEST.」より3曲、そして8月25日と26日に行われたライブ「GLAY×HOKKAIDO 150 GLORIOUS MILLION DOLLAR NIGHT Vol.3」より2曲を収録。
「CD+DVD盤」に付属するDVDには、全編LAで撮影された表題曲2曲のミュージック・ビデオに加え、その撮影に迫ったドキュメンタリー映像、そして「LUNATIC FEST.」より、カップリングに収録された3曲とは異なる3曲を収録。

## 記録
オリコン週間シングルチャート(2018年11月26日付)では、初週で28,130枚を売り上げ、4位を獲得。
また、シングルでのTOP10入りは、1996年に「グロリアス」が最高4位を記録してから23年連続。安室奈美恵と並び、歴代2位タイ記録となった。

## 収録曲

### CD
1. 愁いのPrisoner
作詞・作曲：TAKURO
「セブンイレブン」タイアップソング。
2. YOUR SONG
作詞・作曲：TERU
スペシャルオリンピックス日本公式応援ソング。
3. 彼女の“Modern…” feat.EXILE NESMITH (from LUNATIC FEST. 2018)
4. 誘惑 feat.SUGIZO (from LUNATIC FEST. 2018)
5. FATE (from LUNATIC FEST. 2018)
6. 君が見つめた海 (from GLAY×HOKKAIDO 150 GLORIOUS MILLION DOLLAR NIGHT Vol.3)
7. YOUR SONG (from GLAY×HOKKAIDO 150 GLORIOUS MILLION DOLLAR NIGHT Vol.3)

### DVD（CD+DVD盤）
1. 愁いのPrisoner (Music Video)
2. YOUR SONG (Music Video)
3. GLAY MAKING MOVIE of MUSIC VIDEO in LOS ANGELES
4. サバイバル (from LUNATIC FEST. 2018)
5. BELOVED feat.EXILE TAKAHIRO (from LUNATIC FEST. 2018)
6. SHUTTER SPEEDSのテーマ feat.明希 (from LUNATIC FEST. 2018)

## 収録アルバム
愁いのPrisoner
- NO DEMOCRACY